# Sci alpino ai XIII Giochi olimpici invernali - Slalom speciale maschile
Tra le competizioni dello sci alpino ai XIII Giochi olimpici invernali di Lake Placid 1980 lo slalom speciale maschile si disputò venerdì 22 febbraio sulla pista Mountain Run di Whiteface Mountain; lo svedese Ingemar Stenmark vinse la medaglia d'oro, lo statunitense Phil Mahre quella d'argento e lo svizzero Jacques Lüthy quella di bronzo, valide anche ai fini dei Campionati mondiali di sci alpino 1980.
Detentore uscente del titolo era l'italiano Piero Gros, che aveva vinto la gara dei XII Giochi olimpici invernali di Innsbruck 1976 disputata sul tracciato di Axams precedendo il connazionale Gustav Thöni (medaglia d'argento) e il liechtensteinese Willi Frommelt (medaglia di bronzo); il campione mondiale in carica era lo stesso Stenmark, vincitore a Garmisch-Partenkirchen 1978 davanti a Gros e al liechtensteinese Paul Frommelt.

## Risultati
| 1  | 13 | Ingemar Stenmark          | Svezia           | 0:53,89 | 4   | 0:50,37 | 1   | 1:44,26 |          |     |     |
| 2  | 1  | Phil Mahre                | Stati Uniti      | 0:53,31 | 1   | 0:51,45 | 8   | 1:44,76 | +0,50    |     |     |
| 3  | 5  | Jacques Lüthy             | Svizzera         | 0:53,70 | 2   | 0:51,36 | 6   | 1:45,06 | +0,80    |     |     |
| 4  | 6  | Hans Enn                  | Austria          | 0:53,70 | 2   | 0:51,42 | 7   | 1:45,12 | +0,86    |     |     |
| 5  | 9  | Christian Neureuther      | Germania Ovest   | 0:54,37 | 5   | 0:50,77 | 3   | 1:45,14 | +0,88    |     |     |
| 6  | 11 | Petăr Popangelov          | Bulgaria         | 0:54,84 | 9   | 0:50,56 | 2   | 1:45,40 | +1,14    |     |     |
| 7  | 7  | Anton Steiner             | Austria          | 0:54,56 | 6   | 0:50,85 | 4   | 1:45,41 | +1,15    |     |     |
| 8  | 15 | Gustav Thöni              | Italia           | 0:54,79 | 8   | 0:51,20 | 5   | 1:45,99 | +1,73    |     |     |
| 9  | 10 | Vladimir Andreev          | Unione Sovietica | 0:54,97 | 10  | 0:51,68 | 9   | 1:46,65 | +2,39    |     |     |
| 10 | 25 | Frank Wörndl              | Germania Ovest   | 0:55,30 | 13  | 0:51,89 | 10  | 1:47,19 | +2,93    |     |     |
| 11 | 22 | Paul Arne Skajem          | Norvegia         | 0:55,11 | 12  | 0:52,10 | 11  | 1:47,21 | +2,95    |     |     |
| 12 | 3  | Andreas Wenzel            | Liechtenstein    | 0:54,63 | 7   | 0:53,17 | 15  | 1:47,80 | +3,54    |     |     |
| 13 | 24 | Jože Kuralt               | Jugoslavia       | 0:55,05 | 11  | 0:52,94 | 13  | 1:47,99 | +3,73    |     |     |
| 14 | 29 | Bohumír Zeman             | Cecoslovacchia   | 0:56,56 | 20  | 0:52,31 | 12  | 1:48,87 | +4,61    |     |     |
| 15 | 38 | Atsushi Sawada            | Giappone         | 0:56,80 | 21  | 0:53,14 | 14  | 1:49,94 | +5,68    |     |     |
| 16 | 30 | Jarle Halsnes             | Norvegia         | 0:56,44 | 19  | 0:53,69 | 18  | 1:50,13 | +5,87    |     |     |
| 17 | 40 | Ljudmil Tončev            | Bulgaria         | 0:56,85 | 22  | 0:53,38 | 16  | 1:50,23 | +5,97    |     |     |
| 18 | 31 | Leonhard Stock            | Austria          | 0:56,43 | 18  | 0:53,98 | 19  | 1:50,41 | +6,15    |     |     |
| 19 | 35 | Hristo Angelov            | Bulgaria         | 0:57,03 | 25  | 0:53,48 | 17  | 1:50,51 | +6,25    |     |     |
| 20 | 33 | Odd Sørli                 | Norvegia         | 0:56,93 | 23  | 0:54,43 | 22  | 1:51,36 | +7,10    |     |     |
| 21 | 43 | Mitko Hadžev              | Bulgaria         | 0:57,34 | 27  | 0:54,04 | 20  | 1:51,38 | +7,12    |     |     |
| 22 | 37 | Francisco Fernández Ochoa | Spagna           | 0:57,31 | 26  | 0:54,30 | 21  | 1:51,61 | +7,35    |     |     |
| 23 | 36 | Jean-Luc Fournier         | Svizzera         | 0:58,95 | 28  | 0:54,53 | 23  | 1:53,48 | +9,22    |     |     |
| 24 | 61 | Henri Mollin              | Belgio           | 1:01,49 | 29  | 0:57,40 | 24  | 1:58,89 | +14,63   |     |     |
| 25 | 50 | Sepp Ferstl               | Germania Ovest   | 1:01,77 | 30  | 0:57,53 | 25  | 1:59,30 | +15,04   |     |     |
| 26 | 63 | Scott Kendall             | Nuova Zelanda    | 1:02,27 | 31  | 0:58,72 | 27  | 2:00,99 | +16,73   |     |     |
| 27 | 57 | Norberto Quiroga          | Argentina        | 1:05,09 | 37  | 0:57,82 | 26  | 2:02,91 | +18,65   |     |     |
| 28 | 58 | Ross Blyth                | Regno Unito      | 1:04,14 | 34  | 0:59,42 | 28  | 2:03,56 | +19,30   |     |     |
| 29 | 65 | Iván Bonacalza            | Argentina        | 1:03,23 | 33  | 1:00,38 | 30  | 2:03,61 | +19,35   |     |     |
| 30 | 52 | Carlos Font               | Andorra          | 1:02,40 | 32  | 1:01,30 | 32  | 2:03,70 | +19,44   |     |     |
| 31 | 60 | Ricardo Klenk             | Argentina        | 1:04,67 | 36  | 1:00,16 | 29  | 2:04,83 | +20,57   |     |     |
| 32 | 64 | Antony Guss               | Australia        | 1:04,45 | 35  | 1:00,65 | 31  | 2:05,10 | +20,84   |     |     |
| 33 | 76 | Giannis Stamatiou         | Grecia           | 1:10,86 | 39  | 1:07,27 | 33  | 2:18,13 | +33,87   |     |     |
| 34 | 71 | Piao Dongyi               | Cina             | 1:10,89 | 40  | 1:10,71 | 34  | 2:21,60 | +37,34   |     |     |
| 35 | 79 | Naji Heneine              | Libano           | 1:07,87 | 38  | 1:18,52 | 35  | 2:26,39 | +42,13   |     |     |
| 36 | 83 | Philippos Xenophontos     | Cipro            | 1:25,19 | 41  | 1:18,97 | 36  | 2:44,16 | +59,90   |     |     |
| 37 | 73 | Andreas Pilavakis         | Cipro            | 1:30,64 | 42  | 1:23,78 | 37  | 2:54,42 | +1:10,16 |     |     |
|    | 18 | Mauro Bernardi            | Italia           | 0:55,40 | 14  | DNF     | DNF | DNF     | DNF      | DNF | DNF |
|    | 26 | Boris Strel               | Jugoslavia       | 0:55,44 | 15  | DNF     | DNF | DNF     | DNF      | DNF | DNF |
|    | 16 | Stig Strand               | Svezia           | 0:55,64 | 16  | DNF     | DNF | DNF     | DNF      | DNF | DNF |
|    | 27 | Toshihiro Kaiwa           | Giappone         | 0:55,78 | 17  | DNF     | DNF | DNF     | DNF      | DNF | DNF |
|    | 47 | Albert Burger             | Germania Ovest   | 0:56,98 | 24  | DSQ     | DSQ | DSQ     | DSQ      | DSQ | DSQ |
|    | 4  | Paul Frommelt             | Liechtenstein    | DNF     | DNF | DNF     | DNF | DNF     | DNF      | DNF | DNF |
|    | 12 | Peter Lüscher             | Svizzera         | DNF     | DNF | DNF     | DNF | DNF     | DNF      | DNF | DNF |
|    | 14 | Aleksandr Žirov           | Unione Sovietica | DNF     | DNF | DNF     | DNF | DNF     | DNF      | DNF | DNF |
|    | 17 | Paolo De Chiesa           | Italia           | DNF     | DNF | DNF     | DNF | DNF     | DNF      | DNF | DNF |
|    | 19 | Osamu Kodama              | Giappone         | DNF     | DNF | DNF     | DNF | DNF     | DNF      | DNF | DNF |
|    | 20 | Bruno Nöckler             | Italia           | DNF     | DNF | DNF     | DNF | DNF     | DNF      | DNF | DNF |
|    | 21 | Steve Mahre               | Stati Uniti      | DNF     | DNF | DNF     | DNF | DNF     | DNF      | DNF | DNF |
|    | 23 | Knut Erik Johannessen     | Norvegia         | DNF     | DNF | DNF     | DNF | DNF     | DNF      | DNF | DNF |
|    | 32 | Joël Gaspoz               | Svizzera         | DNF     | DNF | DNF     | DNF | DNF     | DNF      | DNF | DNF |
|    | 34 | Janez Zibler              | Jugoslavia       | DNF     | DNF | DNF     | DNF | DNF     | DNF      | DNF | DNF |
|    | 39 | Billy Taylor              | Stati Uniti      | DNF     | DNF | DNF     | DNF | DNF     | DNF      | DNF | DNF |
|    | 41 | Jorge García              | Spagna           | DNF     | DNF | DNF     | DNF | DNF     | DNF      | DNF | DNF |
|    | 42 | Pete Patterson            | Stati Uniti      | DNF     | DNF | DNF     | DNF | DNF     | DNF      | DNF | DNF |
|    | 44 | Sigurður Jónsson          | Islanda          | DNF     | DNF | DNF     | DNF | DNF     | DNF      | DNF | DNF |
|    | 46 | Jorge Pérez               | Spagna           | DNF     | DNF | DNF     | DNF | DNF     | DNF      | DNF | DNF |
|    | 48 | Rob McIntyre              | Australia        | DNF     | DNF | DNF     | DNF | DNF     | DNF      | DNF | DNF |
|    | 49 | Scott Alan Sánchez        | Bolivia          | DNF     | DNF | DNF     | DNF | DNF     | DNF      | DNF | DNF |
|    | 51 | Björn Olgeirsson          | Islanda          | DNF     | DNF | DNF     | DNF | DNF     | DNF      | DNF | DNF |
|    | 53 | Alan Stewart              | Regno Unito      | DNF     | DNF | DNF     | DNF | DNF     | DNF      | DNF | DNF |
|    | 54 | Didier Lamont             | Belgio           | DNF     | DNF | DNF     | DNF | DNF     | DNF      | DNF | DNF |
|    | 55 | Roddy Langmuir            | Regno Unito      | DNF     | DNF | DNF     | DNF | DNF     | DNF      | DNF | DNF |
|    | 56 | Guillermo Giumelli        | Argentina        | DNF     | DNF | DNF     | DNF | DNF     | DNF      | DNF | DNF |
|    | 62 | Mark Vryenhoek            | Nuova Zelanda    | DNF     | DNF | DNF     | DNF | DNF     | DNF      | DNF | DNF |
|    | 66 | Stuart Blakely            | Nuova Zelanda    | DNF     | DNF | DNF     | DNF | DNF     | DNF      | DNF | DNF |
|    | 67 | Miguel Font               | Andorra          | DNF     | DNF | DNF     | DNF | DNF     | DNF      | DNF | DNF |
|    | 68 | Konrad Bartelski          | Regno Unito      | DNF     | DNF | DNF     | DNF | DNF     | DNF      | DNF | DNF |
|    | 69 | Billy Farwig              | Bolivia          | DNF     | DNF | DNF     | DNF | DNF     | DNF      | DNF | DNF |
|    | 74 | Arturo Kinch              | Costa Rica       | DNF     | DNF | DNF     | DNF | DNF     | DNF      | DNF | DNF |
|    | 77 | Lazaros Kechagias         | Grecia           | DNF     | DNF | DNF     | DNF | DNF     | DNF      | DNF | DNF |
|    | 78 | Patrick Toussaint         | Andorra          | DNF     | DNF | DNF     | DNF | DNF     | DNF      | DNF | DNF |
|    | 80 | Hong In-gi                | Corea del Sud    | DNF     | DNF | DNF     | DNF | DNF     | DNF      | DNF | DNF |
|    | 81 | Sami Rebez                | Libano           | DNF     | DNF | DNF     | DNF | DNF     | DNF      | DNF | DNF |
|    | 82 | Víctor Hugo Ascarrunz     | Bolivia          | DNF     | DNF | DNF     | DNF | DNF     | DNF      | DNF | DNF |
|    | 2  | Christian Orlainsky       | Austria          | DSQ     | DSQ | DSQ     | DSQ | DSQ     | DSQ      | DSQ | DSQ |
|    | 8  | Bojan Križaj              | Jugoslavia       | DSQ     | DSQ | DSQ     | DSQ | DSQ     | DSQ      | DSQ | DSQ |
|    | 28 | Torsten Jakobsson         | Svezia           | DSQ     | DSQ | DSQ     | DSQ | DSQ     | DSQ      | DSQ | DSQ |
|    | 72 | Lazaros Archontopoulos    | Grecia           | DSQ     | DSQ | DSQ     | DSQ | DSQ     | DSQ      | DSQ | DSQ |
|    | 45 | Valerij Cyganov           | Unione Sovietica | DNS     | DNS | DNS     | DNS | DNS     | DNS      | DNS | DNS |
|    | 59 | Harri Roschier            | Finlandia        | DNS     | DNS | DNS     | DNS | DNS     | DNS      | DNS | DNS |
|    | 70 | Habib Khoury              | Libano           | DNS     | DNS | DNS     | DNS | DNS     | DNS      | DNS | DNS |
|    | 75 | Joseph Keyrouz            | Libano           | DNS     | DNS | DNS     | DNS | DNS     | DNS      | DNS | DNS |

Legenda:

DNF = prova non completata

DSQ = squalificato

DNS = non partito

Pos. = posizione

Pett. = pettorale
1ª manche:

Ore: 10.00 (UTC-5)

Pista: Mountain Run

Partenza: 

Arrivo: 

Dislivello: 209 m

Porte: 66

Tracciatore: Torgny Svensson (Svezia)
2ª manche:

Ore: 12.54 (UTC-5)

Pista: Mountain Run

Partenza: 

Arrivo: 

Dislivello: 209 m

Porte: 60

Tracciatore: Tone Vogrinec (Jugoslavia)